# Ashley's Roachclip
Ashley's Roachclip est une chanson go-go de 1974 des Soul Searchers, composée par Lloyd Pinchback (décédé le 09/02/2020). La chanson provient de l'album Salt of the Earth.
Une partie de la chanson contient un break de percussions (de 3:30 à 3:50) qui a été largement repris dans d'autres chansons.